# Tony Dyson
Anthony John Dyson, noto come Tony Dyson (Dewsbury, 13 aprile 1948 – Munxar, 4 marzo 2016), è stato un effettista britannico, conosciuto per aver creato il modello del droide C1-P8 usato nei film di Guerre stellari.

## Biografia
Fondò lo studio di effetti speciali The White Horse Toy Company. Venne incaricato di ideare il design di C1-P8 creando quattro unità controllate a distanza. Due furono usati da Baker, le altre due furono usati per degli stunt nella la scena dove il droide viene sparato dalla palute alla costa su Dagobah. Dyson inoltre ha creato gli oggetti di scena per Superman II, Moonraker - Operazione spazio, e Dragon Slayer. Ha anche lavorato su Saturn 3.
Negli anni novanta, si trasferì Malta. Morì il 4 Marzo 2016, sull'isola di Gozo.